# Frische Luft
Frische Luft is een nummer van de Duitse singer-songwriter Wincent Weiss uit 2017. Het is de derde en laatste single van zijn debuutalbum Irgendwas gegen die Stille.
"Frische Luft" gaat over het verlangen naar verandering na het einde van een relatie. Voor singleversie van het nummer werd de plaat twee seconden ingekort en de intro is aangepast. Het nummer werd een radiohit in Duitsland, maar met een 79e positie deed de plaat het iets minder goed in de Duitse hitlijsten.

## Tracklijst
Muziekdownload
1. "Frische Luft" - 3:16